# 戈壁藜属
戈壁藜属（学名：Iljinia）是藜科下的一个属，为半灌木植物。该属仅有一种，分布于中亚。